# Diochlistus nicholsoni
Diochlistus nicholsoni is een vliegensoort uit de familie Mydidae. De wetenschappelijke naam van de soort is voor het eerst geldig gepubliceerd in 1928 door Mackerras.
De soort komt voor in Australië (Zuid-Australië).